# (2631) Zhejiang
(2631) Zhejiang ist ein Asteroid des Hauptgürtels, der am 7. Oktober 1980 am Purple-Mountain-Observatorium in Nanjing entdeckt wurde.
Benannt ist der Asteroid nach der chinesischen Provinz Zhejiang.